# Oxyuroidea
Die Oxyuroidea sind eine Überfamilie der Pfriemenschwänze mit 779 Arten, die als Parasiten im Dickdarm bei Wirbeltieren vorkommen. Es wird vermutet, dass sich die Oxyuroidea aus den Pfriemenschwänzen der Wirbellosen (Überfamilie Thelastomatoidea) entwickelten. Die bisher vorliegenden Daten reichen jedoch nicht aus, diese These molekulargenetisch zu untermauern.

## Merkmale
Oxyuroidea sind kurze, kräftige Pfriemenschwänze, bei denen nur eine einzelne bauchseitige Ausscheidungsdrüse ausgebildet ist. Der Ösophagus hat eine Auftreibung (Bulbus) im hinteren Abschnitt. Männchen haben keine Bursa copulatrix, nur ein Spiculum und eine reduzierte Anzahl von Kaudalpapillen. Ein Genitalsaugnapf fehlt außer bei Hoplodontophorus.

## Lebenszyklus
Die Weibchen legen große, embryonierte Eier, die oft an einer Seite abgeflacht sind. Der Lebenszyklus ist einfach, also ohne Einschaltung von Zwischenwirten. Es finden zwei Häutungen im Ei statt.

## Systematik
Hodda untergliedert die Überfamilie in drei Familien, vier Unterfamilien und insgesamt 104 Gattungen:
- Heteroxynematidae Skrjabin & Schikhobalova, 1948
  - Heteroxynematinae Skrjabin & Schikhobalova, 1948
  - Labiostomatinae Akhtar, 1956
- Oxyuridae Cobbold, 1864
  - Oxyurinae Cobbold, 1864
- Pharyngodonidae Travassos, 1920
  - Pharyngodoninae Travassos, 1920